# Короткохвоста комароловка
Короткохвоста комароловка (Microbates) — рід горобцеподібних птахів родини комароловкових (Polioptilidae).

## Класифікація
Рід містить два види, що досить широко поширені у Центральній та Південній Америці:
- Комароловка рудощока (Microbates cinereiventris)
- Комароловка білоброва (Microbates collaris)